# Charidotella sejuncta
Charidotella sejuncta es un coleóptero de la familia Chrysomelidae.
Fue descrita científicamente en 1855 por Boheman.